# Elisabeth van Culemborg

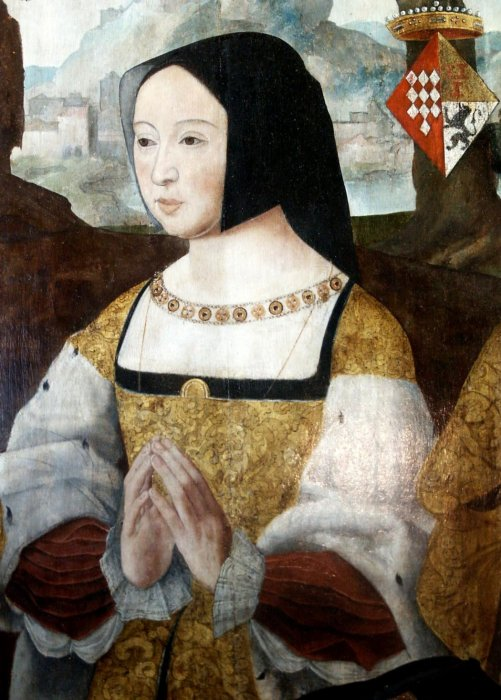
Elisabeth van Culemborg

Elisabeth van Culemborg född 1475, död 1555, var en nederländsk hovfunktionär samt regerande dam av Culemborg med besittningar 1504–1555. 

## Biografi
Elisabeth var dotter till Jaspar, Herre av Culemborg (d. 1504), och Johanna av Burgund (d. 1511). Elisabeth gifte sig 1501 med Jean de Luxemburg (d. 1508), och 1509 med Antoine de Lalaing (d. 1540). 
Efter att hennes tre bröder tidigt avlidit, blev hon sin fars arvtagare till herredömet Culemborg, Hoogstraten och ett antal andra småfurstendömen i Nederländerna. Hon fick inga barn i något av sina äktenskap, och överlät år 1516 Hoogstraten på sin andre make, som blev regerande greve av denna domän. Elisabeth, även kallad Isabella, tillbringade en stor del av sitt liv vid det nederländska hovet, där hon 1496–1501 var hovjungfru åt Johanna I av Kastilien, och 1506 utnämndes till dame d'honneur av Nederländernas regent Margareta av Österrike. Hon hade en betydelsefull och inflytelserik ställning vid hovet. Parallellt höll även hon och hennes make ett praktfullt hov då de var frånvarande från Margaretas hov, och hon grundade 1520 ett prästseminarium, som 1532 gjordes om till ett hem för gamla.
Efter sin andre makes död 1540 lämnade hon hovet permanent och ägnade resten av sitt liv åt att styra Culemborg. Som regent tog hon många initiativ inom både konst och religion. Många av hennes gärningar inom arkitektur och konst blev berömda och varaktiga i hennes städer. I sin religiösa politik var hon känd som uppriktig katolik och motståndare till reformationen: hon förbjöd spridandet av "kätterska" böcker, däribland verk av Erasmus, och lät jesuiterna etablera sig i Culemborg. Erasmus ska ha fruktat att återvända till Nederländerna från sin exil på grund av henne. 